# Banda Besar
Banda Besar (indonesisch, „Groß-Banda“, seltener auch Lontar, Lonthor oder Lonthoir) ist eine der indonesischen Banda-Inseln, die ihrerseits zu den Molukken zählen, und liegt in der Bandasee.
Banda Besar gehört zu den drei mittleren Banda-Inseln: Im Norden liegen 800 Meter entfernt Banda Neira und 1 Kilometer entfernt die Vulkaninsel Banda Api. 1 Kilometer nördlich befindet sich das kleine, ungefähr 200 Meter lange Inselchen Pualu Kraka. Banda Besar und Pula Kraka liegen am Süd- beziehungsweise Ostrand einer Caldera mit rund sieben Kilometer Durchmesser, in deren Inneren sich die Inseln Banda Neira und Banda Api befinden.
Mit 12 Kilometer Länge und 3 Kilometer Breite ist Banda Besar die größte der Banda-Inseln. Andere Namen für die Insel sind Lontar oder Lonthoir. Die größten Siedlungen sind Lonthoir, Selamon und Waer. Es finden sich zwei verfallene Forts: Bei Lonthoir Benteng Hollandia, bei Waer Benteng Concordia. Die gesamte Insel wird von einer Kette von Hügeln und kleinen Bergen mit einer maximalen Höhe von 536 Metern durchzogen.
Auf der Insel wird Muskatnuss angebaut; der Handel damit brachte den Einwohnern großen Reichtum. Bis ins frühe 17. Jahrhundert wurden die Banda-Inseln von Einheimischen regiert, den Orang Kaya (das bedeutet: „reiche Männer“). Die Portugiesen dominierten als erste Europäer ab dem 16. Jahrhundert den Gewürzhandel. Sie wurden ab 1609 durch die Holländer abgelöst.
1621 eroberte der neu ernannte Generalgouverneur der Vereenigde Oostindische Compagnie, Jan Pieterszoon Coen, die Inseln und beendete damit auch die Herrschaft der Orang Kaya. Die Bevölkerung wurde getötet oder versklavt; viele Bandanesen flohen auf andere Inseln. Für die Arbeit auf den Muskat-Plantagen wurden Sklaven aus verschiedenen Ländern auf Banda Besar gebracht.